# 瓦伊昂大坝
瓦伊昂水壩（義大利語：Diga del Vajont）是位於意大利威尼斯北部多克山中的一個已廢棄的水壩。這座水壩1957年始建，完工於1959年，高262（860英尺），是世界上最高的水壩之一。
1963年10月9日水坝蓄水后水库旁的山体發生了大規模的山體滑坡。滑坡山体冲入水库，导致五千萬立方米的水體從水壩上漫出，附近村莊和城市約兩千名居民喪生。水壩本身則完好，至今仍保留在原地。

## 事故

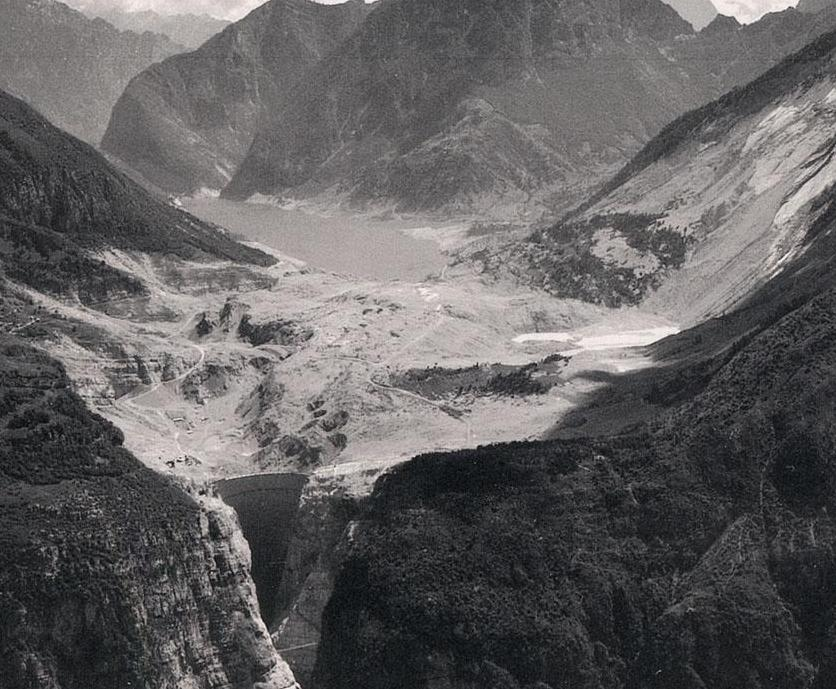
災難發生後不久的水壩。可以看到水坝后的水库大半被滑坡泥土填满

1962年建築方的工程師就提出水壩蓄水後可能會導致山體滑坡，但未引起重視。1963年夏水库蓄水，并開始發生小規模山體滑坡。運營方（Enel）在9月決定降低水壩水位，但為時已晚。1963年10月9日下午10時39分，發生了2.6億立方米的山體大滑坡，山體以110每小時（68英里每小時）的速度傾瀉入水庫中，用時45秒，瞬间填满了大半个水库。水庫中的五千萬立方米的水漫出水壩，造成比坝体本身还要高250m的巨浪，并冲入下游河道。
洪水衝垮了包括隆加羅內在內的多個村莊，造成約兩千人喪生。

### 事後
事後災難倖存者在塔利亞門托河平原上組建了新鎮瓦伊昂，隆加羅內則重建。

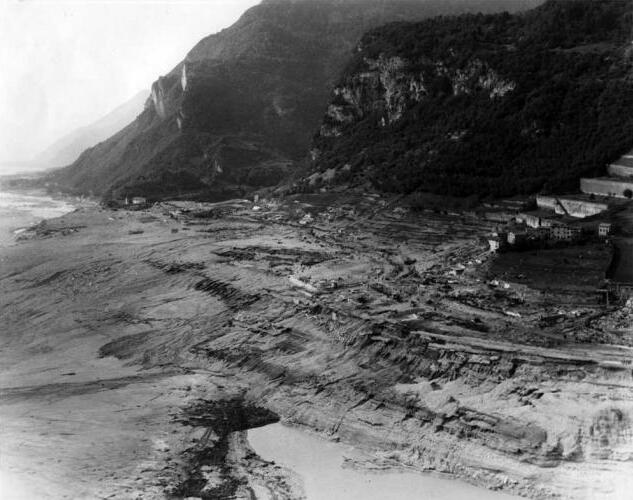
災難後的隆加羅內

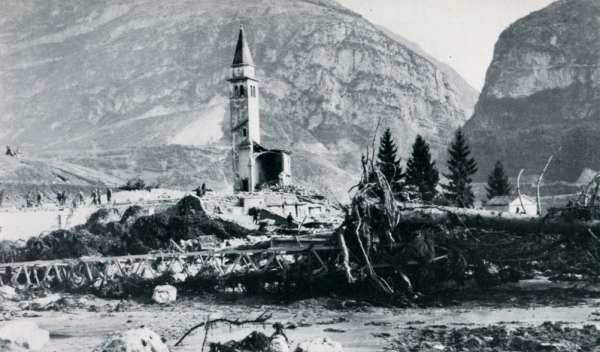
隆加羅內在災難後殘留的教堂鐘樓

除了坝顶一小段被水冲走，瓦伊昂大坝本身结构没有受到任何严重影响，尽管失去了蓄水或发电机能。大坝至今保留在原地。

## 外部連接
- Kiersch, G. A. The Vaiont Reservoir Disaster. Mineral Information Service, July 1965, pp. 129–38.[] （英文）
- Vajont dam disaster: a fascist legacy （页面存档备份，存于） （英文）
- Vajont forecast manslaughter （页面存档备份，存于） （英文）
- Sito documentale antimafia Vajont （页面存档备份，存于） （意大利文）
- Eyewitnesses, 1964's original movie (2.000 condanne) （页面存档备份，存于） （意大利文）
- the last OUTRAGE: in fact, a mere commercial business. Again... （页面存档备份，存于） （意大利文）
- ...Testuale: i FESTEGGIAMENTI del CINQUANTESIMO della TRAGEDIA （页面存档备份，存于） （意大利文）
- Il disastro del Vajont （页面存档备份，存于） （意大利文）
- Comitato Sopravissuti del Vajont （页面存档备份，存于） （意大利文）
- Vajont: Almost a Greek Tragedy （页面存档备份，存于） （英文）
- 互联网电影数据库（IMDb）上《Vajont, La diga del disonore》的资料（英文）